# Clayeures
Clayeures ist eine französische Gemeinde mit 175 Einwohnern (Stand 1. Januar 2022) im Département Meurthe-et-Moselle in der Region Grand Est (vor 2016 Lothringen). Sie gehört zum Arrondissement Lunéville und zum Kanton Lunéville-2.

## Geografie
Die Gemeinde liegt etwa 29 Kilometer südöstlich von Nancy im Süden des Départements Meurthe-et-Moselle. Nachbargemeinden sind Landécourt im Norden, Moriviller im Nordosten und Osten, Rozelieures im Südosten, Borville im Süden, Froville im Westen sowie Einvaux im Nordwesten. Die Gemeinde besteht aus dem Dorf Clayeures sowie wenigen Einzelgehöften. Der Fluss Euron durchquert Clayeures.

## Geschichte
Der Ort wurde bereits früh besiedelt. Dies belegten Grabungen, die Funde aus gallo-römischer Zeit zutage förderten. Der Ort wurde 1157 indirekt (Ecclesia de Clausuris) in der lateinischen Form Clausuris erstmals in einem Dokument der Abtei Belchamp erwähnt. Eine erste französische Form tauchte in einem Dokument der Abtei Beaupré als Cleura im Jahr 1176 auf. Clayeures gehörte historisch zur Vogtei (Bailliage) Rosières-aux-Salines und somit zum Herzogtum Lothringen, das 1766 an Frankreich fiel. Im Dreißigjährigen Krieg wurde der Ort schwer verwüstet. So gab es 1644 nur noch vier Haushaltungen. Bis zur Französischen Revolution lag die Gemeinde dann im Grand-gouvernement de Lorraine-et-Barrois. Von 1793 bis 1801 war die Gemeinde dem Distrikt Lunéville zugeteilt. Clayeures lag von 1801 bis 2015 innerhalb des Kantons Bayon. Seit 1801 ist Clayeures zudem dem Arrondissement Lunéville zugeordnet. Die Gemeinde lag bis 1871 im alten Département Meurthe.

## Bevölkerungsentwicklung
| Jahr                       | 1793 | 1851 | 1931 | 1962 | 1968 | 1975 | 1982 | 1990 | 1999 | 2007 | 2019 |
| Einwohner                  | 317  | 494  | 214  | 206  | 192  | 184  | 156  | 148  | 153  | 181  | 181  |
| Quellen: Cassini und INSEE |      |      |      |      |      |      |      |      |      |      |      |

## Verkehr
Clayeures liegt abseits bedeutender Verkehrswege. In der Nachbargemeinde Einvaux gibt es eine eigene Haltestelle an der Bahnstrecke Remiremont-Épinal-Nancy. Die D9 (Tanconviller-Lunéville) als Verbindungsstrecke zu den überregionalen Autobahnen führt einige Kilometer nördlich der Gemeinde vorbei. Für den regionalen Verkehr sind die D122 und D133 wichtig, die durch das Dorf führen.

## Sehenswürdigkeiten
- Schloss aus dem 18. Jahrhundert
- Dorfkirche Saint-Martin aus dem 18. Jahrhundert
- Denkmal und Gedenkplatte für die Gefallenen[2][3]

Kirche St. Martin
Nordwestseite
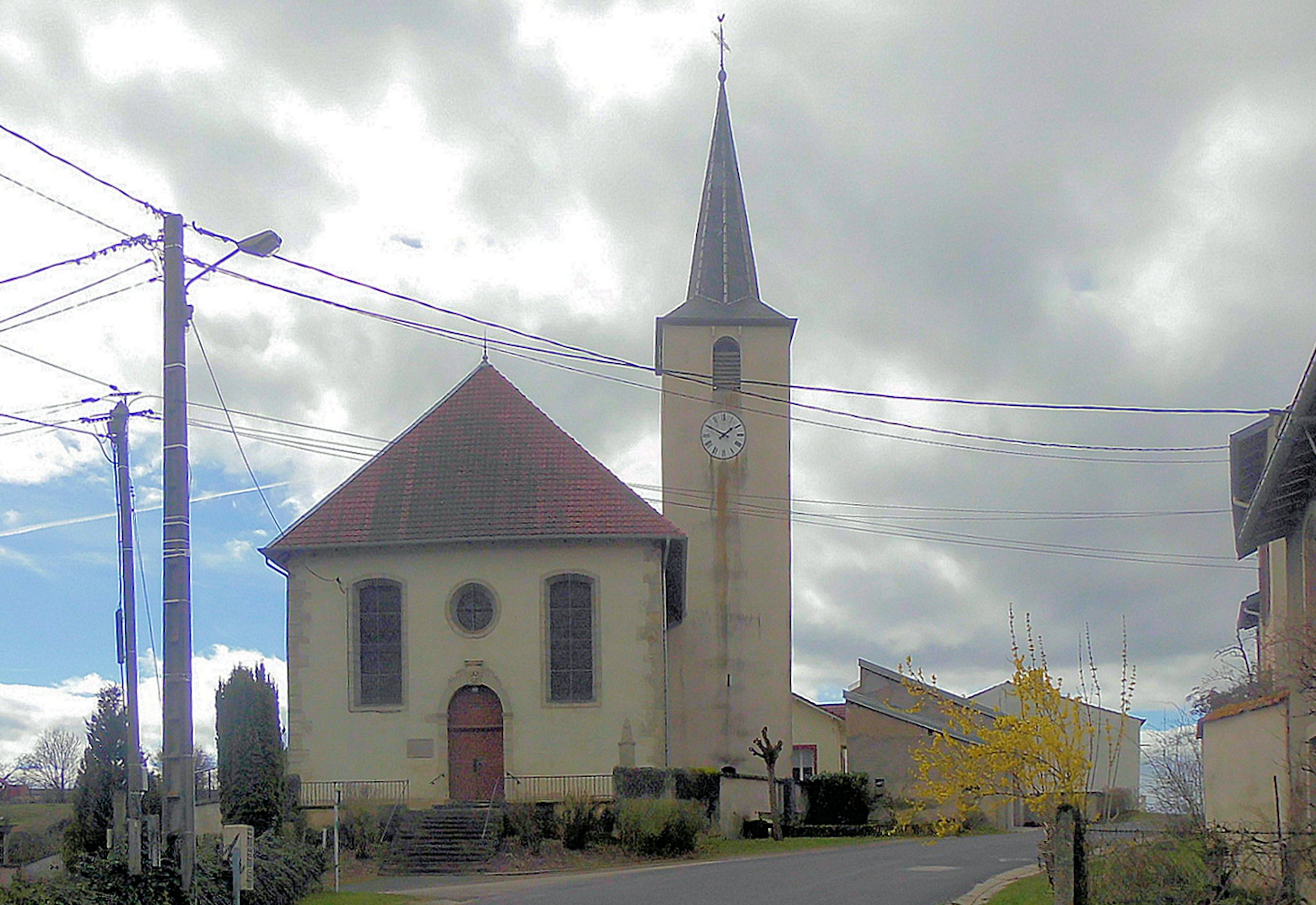
Nordostseite